# Дерипаска Олег Володимирович
Оле́г Володи́мирович Дерипа́ска (рос. Олег Владимирович Дерипаска; нар. 2 січня 1968) — російський олігарх, власник холдингу «Базовий Елемент», мільярдер, один із найбагатших людей Росії.

## Біографія
Народився 2 січня 1968 в Дзержинську Нижньогородської області в родині батьків з Кубані. Виріс в Усть-Лабінську, Краснодарський край, РСФСР.
1988 вступив на фізичний факультет МДУ, 1996 року закінчив Російську економічну академію. Після навчання організував бізнес із торгівлі металами, весь прибуток якого йшов на покупку акцій Саяногорського алюмінієвого заводу (Хакасія). За рік 26-річний Олег став його генеральним директором.
1997 ініціював створення однієї з перших промислових компаній в Росії — групи «Сибірський алюміній» (у 2001 році перейменована в «Базовий Елемент»), яка через три роки вже увійшла до десятки провідних світових виробників продукції з алюмінію. У 2000 році Дерипаска призначений генеральним директором компанії «Російський алюміній».
|  | За свідченням Іскандера Махмудова, ділового партнера Дерипаски, останній, принаймні з кінця 1990-х, був агентом ФСБ, підписавши відповідні папери про згоду працювати на цю організацію. Згоду на співпрацю він змушений був дати через чинення на нього тиску та погроз із боку уряду і ФСБ відібрати бізнес. Такі самі папери підписав і сам Іскандер Махмудов. Згодом Дерипаска по лінії Кремля/ФСБ стане куратором Пола Манафорта — радника президента України Віктора Януковича та майбутнього керівника передвиборчої президентської кампанії Дональда Трампа. |

У портфелі групи «Базовий Елемент», очолюваною Олегом Дерипаскою, флагмани російської економіки: «ГАЗ» (другий найбільший в Росії автовиробник), «Інгосстрах» (найстаріша і найбільша в країні страхова компанія), «Євросибенерго» (управляє бізнесом двох найбільших в Сибіру виробників енергії), «Главмосстрой» (найбільший будівельний холдинг Москви і Московської області), банк «Союз» (входить в 30 найбільших російських банків по величині активів).
Дерипаска є віце-президентом Російського союзу промисловців і підприємців, голова правління Російського національного комітету Міжнародної торгової палати, входить в Раду з конкурентоспроможності і підприємництва при Уряді РФ. Він також є членом Опікунської ради Фонду сприяння вітчизняній науці, Державного академічного Великого театру, шкіл бізнесу Московського і Петербурзького державних університетів.
Навесні 2022 року прокоментував повномасштабне вторгнення РФ до України, заявивши, що «мир важливий, і треба якомога швидше почати переговори».

## Санкції
6 квітня 2018 включений до списку санкцій США в числі 17 урядовців та 7 бізнесменів з Росії. Курс акцій компаній Дерипаски сильно впав (також впав курс російського рубля). Дерипаска оголосив, що одна з його головних компаній — Русал, можливо, оголосить дефолт. За кілька днів мільярдер втратив близько 20 % статків — 1,6 млрд доларів.
2014 року президент Барак Обама запровадив чергові персональні санкції проти Дерипаски.
28 січня 2019 США зняли санкції з «Русала», En+ Group і «Євросібенерго», проте сам Дерипаска залишився під санкціями.
У березні 2022 року Британія ввела санкції проти російських олігархів Абрамовича, Сечина та Дерипаски. У жовтні Верховний суд США відхилив позов Дерипаски про скасування санкцій щодо нього.
У січні 2023 року в Нью-Йорку було затримано колишнього високопосадовця ФБР Чарльза Макгонігала за зв'язки з Дерипаскою.
Незважаючи на санкції, 2023 року Дерипаска купив новий літак за $36 млн через Казахстан.
14 травня 2024 року США запровадили санкції проти мережі компаній, яка мала допомогти Дерипасці отримати доступ до заморожених $1,5 млрд активів.
У січні 2025 року в Україні було арештовано активи Дерипаски на понад 2 млрд грн: майже 500 тис. тонн бокситів і глинозему, виготовленого в Україні до повномасштабного вторгнення. Вони зберігалися на складах Миколаївського глиноземного заводу, що раніше належав Дерипасці.
7 квітня 2025 року Україна націоналізувала активи Дерипаски вартістю 2 млрд грн: 550 тисяч тонн бокситів і глинозему, виготовленого в Україні до повномасштабного вторгнення. З того часу вони зберігалися на складах Миколаївського глиноземного заводу, що раніше належав Дерипасці.

## Хабарі російським чиновникам
Надавав у користування свої елітні яхти, літаки та віли російським топ-чиновникам. Серед них — заступник голови уряду РФ Сергій Приходько та голова МЗС Росії Сергій Лавров.

## Статки
25 липня 2020 займав 908-е місце в світі в рейтингу Forbes зі статками 3 млрд доларів США.
| Показник        | 2007 | 2008 | 2009 | 2010 | 2011 | 2012 | 2013 | 2014 | 2015 | 2016 | 2017 | 2018 | 2019 | 2020 |
| Статки ($ млрд) | 13,3 | 28,0 | 3,5  | 10,7 | 16,8 | 8,8  | 8,5  | 6,2  | 6,2  | 2,1  | 5,1  | 3,7  | 3,6  | 2,3  |
| Місце (у світі) | 40   | 9    | 164  | 57   | 36   | 104  | 131  | 230  | 230  | 315  | 315  | 612  | 597  | 908  |
| Місце (в Росії) | 6    | 1    | 10   | 5    | 6    | 14   | 16   | 20   | 17   | 41   | 23   | 19   | 30   | 41   |

## Нагороди
- 1999 — Орден дружби. За підсумками 1999, 2006 і 2007 рр. газетою «Відомості[ru]», яку до 2015 року видавали «The Wall Street Journal» і «Financial Times», оголошений «Підприємцем року».
- 2006 і 2007 — найбагатший росіянин, лідер рейтингу журналу «Фінанс» «500 найбагатших людей Росії».

## Сім'я
Із 2001 по 2018 рік був у шлюбі з Поліною Дерипаскою (Юмашевою), у них народилося двоє дітей, Петро (2001) і Марина (2003). Після скандалу із Настею Рибкою розлучився із дружиною.

## Погляди
В 2022 році засудив російське вторгнення в Україну і закликав якомога скоріше розпочати мирні переговори.